# سفارة المملكة المتحدة في أذربيجان
سفارة المملكة المتحدة في أذربيجان هي أرفع تمثيل دبلوماسي لدولة المملكة المتحدة لدى أذربيجان. تقع السفارة في باكو وهي تهدف لتعزيز المصالح البريطانية في أذربيجان.

## وصلات خارجية
- قائمة سفارات المملكة المتحدة
- قائمة السفارات في أذربيجان